# 深灣遊艇俱樂部

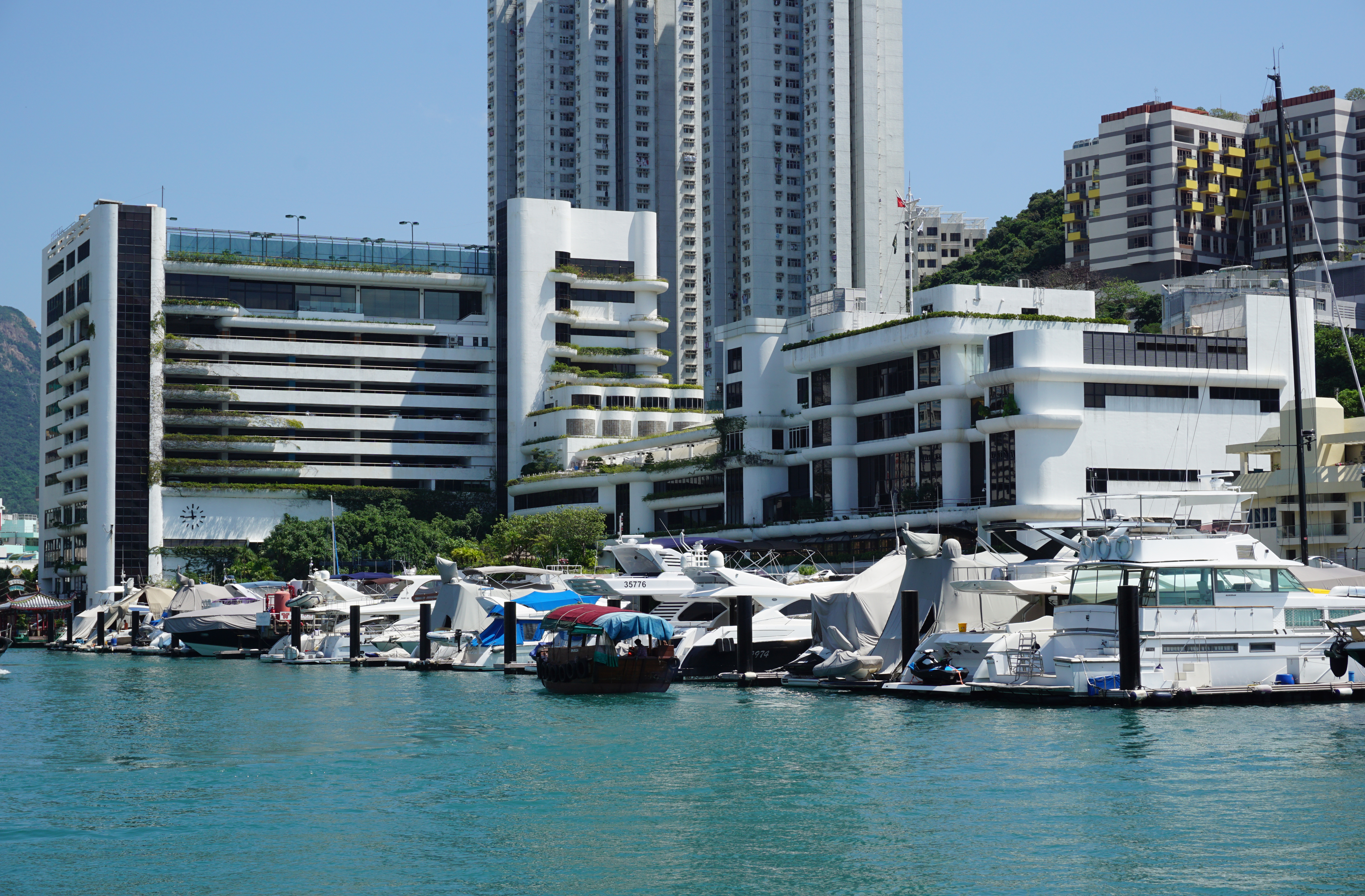
深灣遊艇俱樂部

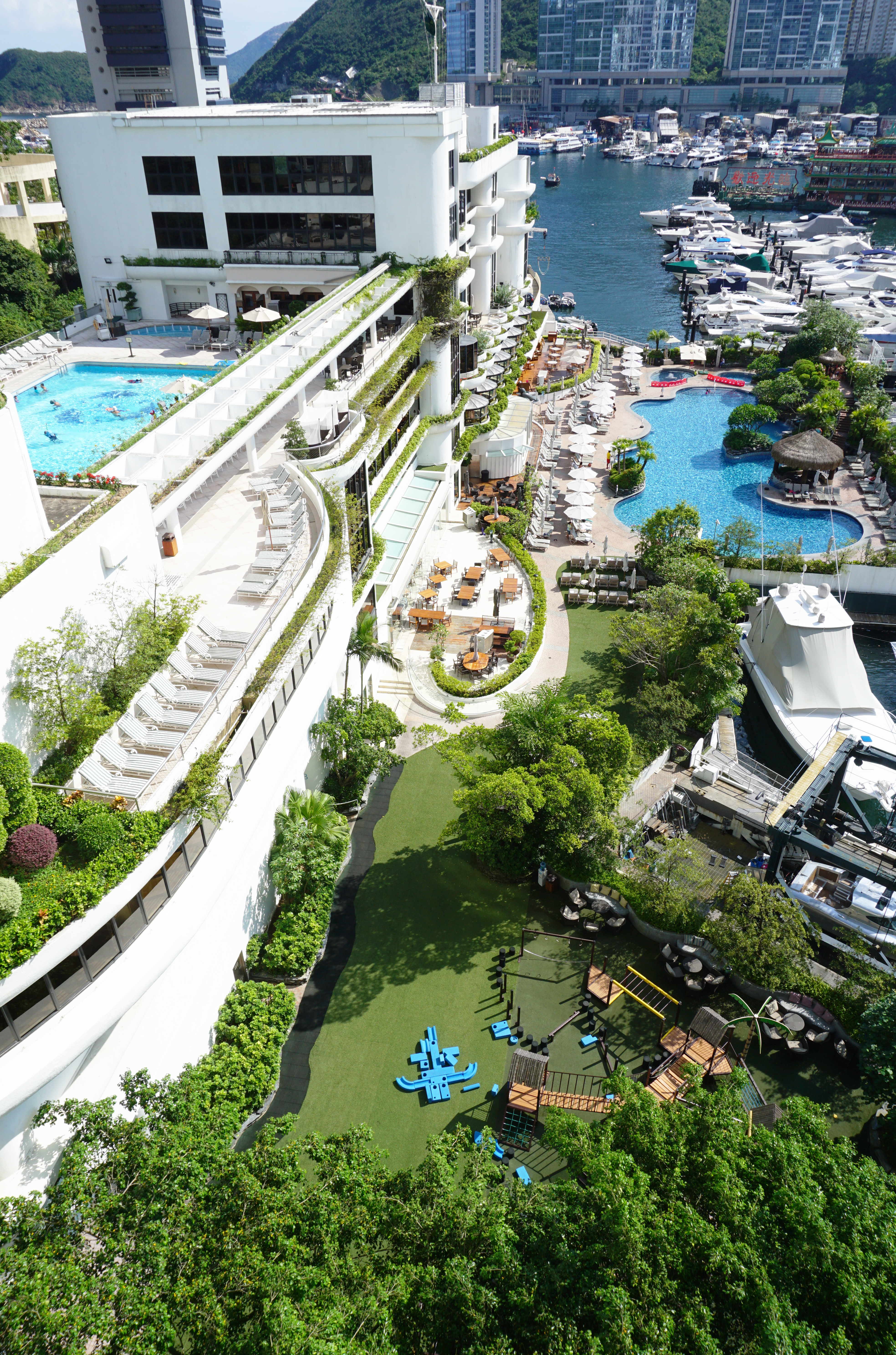
戶外泳池及以歷險設計的遊樂場

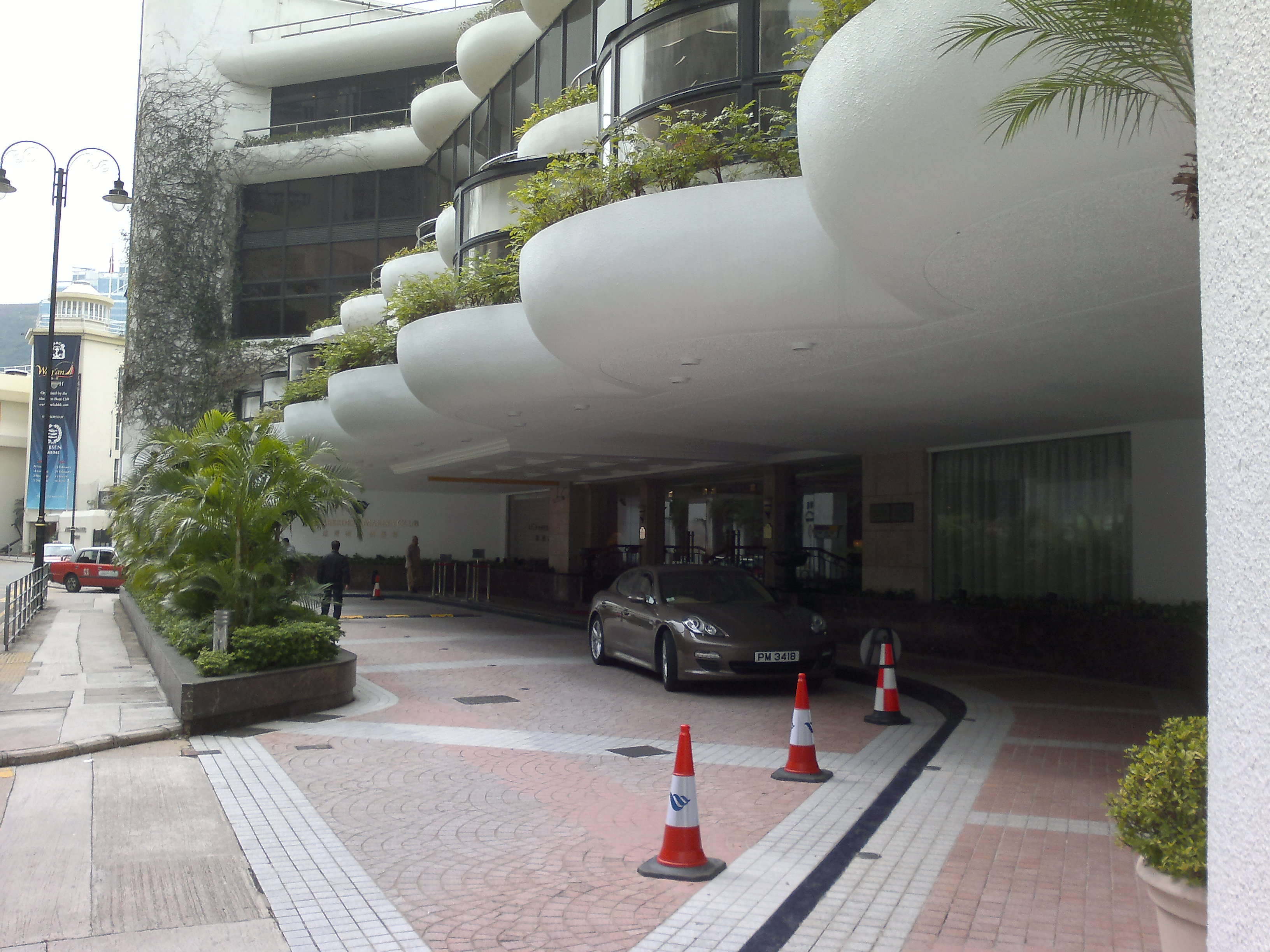
俱樂部入口

深灣遊艇俱樂部（Aberdeen Marina Club，簡稱AMC）是位於香港島南區深灣道8號的私人會所，於1984年成立，與香港仔遊艇會為鄰。俱樂部現由香格里拉酒店集團經營。

## 設施
俱樂部佔地面積超過55萬平方呎。會所設有7間特色餐廳及10個宴會場地。
- 會議室
- 健身室
- 遊艇碼頭
- 餐廳
- 停車場

該處地下亦設有港鐵特惠站（港鐵公司將該處稱為「深灣辦公室大樓」），為黃竹坑站乘客提供2港元車費優惠。

## 鄰近地標
- 香港仔遊艇會
- 雅濤閣
- 海洋公園
- 深灣9號
- 南灣
- 南區‧左岸（鴨脷洲天價地皮）
- 深灣軒

## 外部參考
- 深灣遊艇俱樂部 （页面存档备份，存于）